# TV 2 (Norvège)
Pour les articles homonymes, voir TV2.
TV 2 est une chaîne de télévision généraliste privée norvégienne, basée à Bergen. Émettant depuis le 5 septembre 1992, elle est un membre actif de l'Union européenne de radio-télévision. Elle est en 2011 la chaîne de télévision commerciale la plus importante du pays quant à la part d'audience, devant ses concurrents TV3 et TVNorge, mais derrière la chaîne publique NRK1.

## Histoire
En novembre 1991, le parlement norvégien autorise la société TV 2 A/S à exploiter une chaîne de télévision d'envergure nationale. L'homme d'affaires Bjørn Atle Holter-Hovind prend la direction de la nouvelle chaîne, qui lance ses programmes le 5 septembre 1992.
Après quelques débuts difficiles, notamment à cause de recettes publicitaires faibles, TV 2 finit par trouver sa place au sein du paysage audiovisuel norvégien. En 1993, TV 2 diffuse une sitcom norvégienne, Mot i Brøstet, qui rencontre un franc succès. L'année suivante, le résultat d'exploitation de l'entreprise devient positif.
Au fil des années, TV 2 acquiert une réputation de diffuseur de grands évènements sportifs, obtenant notamment les droits de diffusion des championnats d'Europe de football depuis 2000 (seule ou en partage avec la NRK), ainsi que les droits exclusifs de diffusion des jeux olympiques d'hiver de 2014.
Depuis le 25 juin 2009, TV 2 diffuse des programmes en haute définition. Le 11 octobre 2011, la chaîne a été la première en Norvège à retransmettre une émission en relief (en l’occurrence, un match de football).
À la fin de la transition de la Norvège vers la télévision numérique terrestre fin 2009, TV 2, jusque-là gratuite, est devenue une chaîne payante.

## Organisation

### Dirigeants
- Bjørn Atle Holter-Hovind : 1991-1993
- Arne Agnar Jensen : 1993-1999
- Kåre Valebrokk : 1999-2007
- Alf Hildrum : depuis 2007

### Capital
TV 2 A/S est détenue à 100 % par TV 2 Group, elle-même détenue à 100 % par le groupe danois Egmont depuis 2012.

## Programmes
La programmation de TV 2 est celle d'une chaîne généraliste : elle se compose principalement de bulletins d'information, de magazines, de séries, de films et de rendez-vous sportifs.

### Information et magazines
Les bulletins d'information de TV 2 portent le nom de TV 2 Nyhetene. Les principales éditions sont diffusées chaque jour à 18 h 30 et à 21 h, d'autres sont incluses dans les programmes matinaux.
TV 2 possède une matinale du lundi au vendredi : God morgen Norge, diffusée de 6 h 55 à 11 h 45. Le jeudi à 20 h 30, la chaîne propose un magazine consacré à la consommation, TV 2 hjelper deg (TV 2 vous aide).

### Séries et fictions
TV 2 diffuse des séries américaines célèbres, telles que Grey's Anatomy ou Esprits criminels. Parmi les productions norvégiennes, on peut citer la série à succès Gylne Tider ou encore la série humoristique Samurai Sikkerhet.

### Sports
TV 2 possède les droits de diffusion des jeux olympiques d'hiver de 2014, de certains championnats d'Europe de football, et du Tour de France cycliste.

## Logos

Logo de TV 2 de 1992 à 2008.
Logo de TV 2 de 2008 à 2013.
Logo de TV 2 de 2013 à 2021.
Logo de TV 2 depuis 2021.